# Esquerda e direita (política)
O espectro político esquerda-direita é um conceito geral de enquadramento de ideologias e partidos. Esquerda e direita são muitas vezes apresentados como opostos, embora um indivíduo ou grupo em particular possa eventualmente assumir uma posição mais à esquerda numa matéria e uma postura de direita noutras. Na França, onde os termos se originaram, a esquerda tem sido chamada de "o partido do movimento" e a direita de "o partido da ordem."
Há um consenso geral de que a esquerda inclui progressistas, sociais-liberais, ambientalistas, social-democratas, democrático-socialistas, libertários socialistas, secularistas, socialistas, comunistas e anarquistas, enquanto a direita inclui neoliberais, liberalismo econômico, conservadores, reacionários, neoconservadores, anarcocapitalistas, monarquistas, teocratas (incluindo parte dos governos islâmicos), nacionalistas, fascistas e nazistas.

## Distinção entre esquerda e direita

Representação da divisão de espectro político entre direita e esquerda para diversas ideologias atualmente aplicadas na política mundial.

Segundo Laponce, são quatro as dimensões (política, económica, religiosa e temporalidade) que mais assertivamente definem os elementos da divisão ideológica entre esquerda e direita. Assim, “como traços periféricos da divisão entre direita e esquerda temos: para o primeiro o setor político, o passado, o status quo, a livre empresa e os EUA; para a segunda a orientação ideológica, o futuro, a mudança, a intervenção do Estado na economia e a URSS." A direita é mais conservadora e mais contínua nas suas ideias; a esquerda convive melhor com a descontinuidade.
Bobbio contradiz Laponce com exemplos de movimentos da direita europeia não religiosos e pagãos. “Para Bobbio, o critério fundamental para distinguir a esquerda da direita é a diferença de atitude dos homens face ao ideal de igualdade”. Mas este critério não é absoluto; a esquerda nem sempre é igualitarista nem a direita inigualitária.
O politólogo e publicista português Nogueira Pinto também procura os traços essenciais desta divisão: à esquerda temos o otimismo antropológico, o utopismo, o igualitarismo, o democratismo, o economicismo, o internacionalismo; e à direita o pessimismo antropológico, o antiutopismo, o direito à diferença, o Elitismo, antieconomicismo, o nacionalismo.

## História

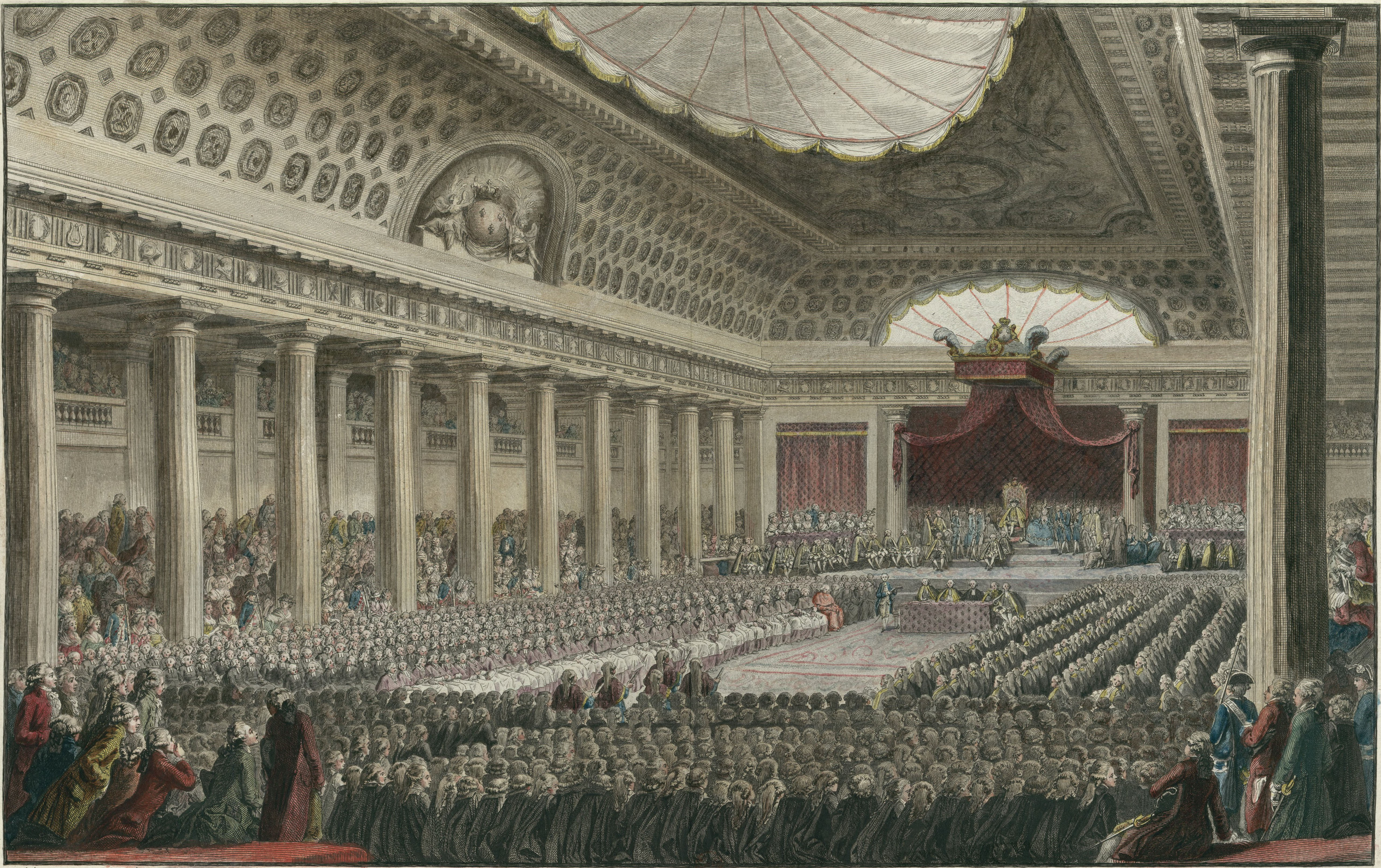
5 de maio de 1789, abertura dos Estados Gerais de 1789 em Versalhes

Os termos "esquerda" e "direita" apareceram durante a Revolução Francesa, de 1789, e o subsequente Império de Napoleão Bonaparte, quando os membros da Assembleia Nacional se dividiam no parlamento entre os partidários do rei, sentados à direita do presidente e os simpatizantes da revolução à sua esquerda. Um deputado, o Barão de Gauville, explicou: "Nós começamos a reconhecer uns aos outros: aqueles que eram leais à religião e ao rei (imperador) ficaram sentados à direita, de modo a evitar os gritos, os juramentos e indecências que tinham rédea livre no lado oposto." No entanto, a direita pôs-se contra a disposição dos assentos porque acreditavam que os deputados deviam apoiar interesses particulares ou gerais, mas não formar facções ou partidos políticos. A imprensa contemporânea, ocasionalmente, usa os termos "esquerda" e "direita" para se referir a lados opostos ou que se opõem. Ao longo do século XIX, na França, a principal linha divisória de "esquerda" e "direita" foi entre partidários da República e partidários da Monarquia.
Quando a Assembleia Nacional foi substituída em 1791 por uma Assembleia Legislativa, composta inteiramente por novos membros, as divisões continuaram. Os "inovadores" sentavam-se do lado esquerdo, os "moderados" reuniam-se ao centro, enquanto os "defensores da consciência da Constituição" encontravam-se sentados à direita (onde os defensores do Ancien Régime se sentavam anteriormente). Quando a Convenção Nacional seguinte se reuniu em 1792, a disposição dos assentos continuou, mas após o golpe de Estado de 2 de junho de 1793 e a prisão dos Girondinos, o lado direito do conjunto ficou deserto e os membros restantes que haviam lá sentado mudaram-se para o centro. Todavia, após o 9 Termidor de 1794, os membros da extrema-esquerda foram excluídos e o método de cadeiras foi abolido. A nova Constituição incluiu regras para a assembleia que iriam "acabar com os grupos do partido".
No entanto, após a Restauração em 1814–1815 clubes políticos foram novamente formados. A maioria de ultra-monarquistas escolheram sentar-se à direita. Os "constitucionais" sentaram-se no centro, enquanto os independentes sentaram-se do lado esquerdo. Os termos extrema-direita e extrema-esquerda, bem como de centro-direita e centro-esquerda, chegaram a ser usados para descrever as nuances da ideologia de diferentes seções da montagem.
Os termos "esquerda" e "direita" não foram usados para se referir a uma ideologia política, mas apenas à localização das cadeiras no Legislativo. Depois de 1848, os principais campos opostos eram os democrático-socialistas La Montagne e os "reacionários" que usaram bandeiras vermelhas e brancas para identificar sua filiação partidária.
Com o estabelecimento da Terceira República em 1871 os termos foram adoptados pelos partidos políticos: a esquerda republicana, o centro-direita, centro-esquerda (1871), a extrema-esquerda (1876) e a esquerda radical (1881). A partir do início do século XX, os termos Esquerda e Direita passaram a ser associados a ideologias políticas específicas e foram usados para descrever crenças políticas dos cidadãos, substituindo gradualmente os termos "vermelhos" e "reação" ou "republicanos" e "conservadores". Em 1914, a metade esquerda da legislatura foi composta por socialistas unificados, republicanos socialistas e radicais socialistas, enquanto os partidos que foram chamados de "esquerda" agora se sentam do lado direito.
Havia assimetria na utilização dos termos direita e esquerda pelos lados opostos. A Direita principalmente negou que o espectro Esquerda-Direita fosse significativo porque o viam como artificial e prejudicial à unidade. A Esquerda, no entanto, buscando mudar a sociedade, promoveu a distinção. Como Émile Chartier observou em 1931, "Quando as pessoas me perguntam se há divisão entre partidos de direita e partidos de esquerda, homens da direita e homens de esquerda, se ainda faz sentido, a primeira coisa que me vem à mente é que a pessoa que faz a pergunta não é, certamente, um homem de esquerda".
Na França, a Esquerda tem sido chamada de "o partido do movimento" e a Direita de "o partido da ordem".
Os termos esquerda e direita vieram a ser aplicados na política britânica durante as Eleições gerais de 1906, que viu o Partido Trabalhista emergir como uma terceira força e no final de 1930 em debates sobre a Guerra Civil Espanhola.
Marx no Manifesto do Partido Comunista, afirma que a classe média pertencia à direita.
"classe média — pequenos comerciantes, pequenos fabricantes, artesãos, camponeses — combatem a burguesia porque esta compromete sua existência como classes médias. Não são, pois, revolucionárias, mas conservadoras; mais ainda, reacionárias, pois pretendem fazer girar para trás a roda da história".

## Críticas
Existem, entretanto, críticas consideráveis e consistentes sobre a "simples - redução" da política num simples "Eixo - esquerda-direita". Alguns cientistas políticos têm sugerido que a classificação de "esquerda" e "direita" perdeu seu significado no mundo moderno. Embora esses termos continuem a ser utilizados, eles defendem um espectro mais complexo que tenta combinar as dimensões políticas, econômicas e sociais. O jornalista Eric Dupin observou que os termos "direita" ou "esquerda" são cada vez menos relevantes na arena pública. Mesmo no seio da população, os reflexos ideológicos são certamente menos acentuados do que antes, e as diferentes visões do mundo e da sociedade já não podem expressar-se claramente no contexto habitual da polarização esquerda-direita. Friedrich Hayek sugere que é errado ver o espectro político como uma linha (Eixo), com os chamados "revolucionários" à esquerda do Rei e/ou Imperador, os conservadores à direita e os liberais no meio. Ele posiciona cada grupo, no canto de um triângulo.
Para o pensador italiano Norberto Bobbio o pós-União Soviética foi seguido com o aparecimento de algumas linhas que apontavam o fim da dicotomia direita-esquerda, mas Bobbio no livro Direita e Esquerda - razões e significados de uma distinção política, publicado em 1996, discordou de argumentos que preconizavam a perda de influência da polaridade direita-esquerda. No estudo de Bobbio as forças de direita e esquerda existiam e moviam a política e todas as relações de poder e cultura de boa parte do planeta na década de 1990.
Há acadêmicos que apontam, inclusive, que em alguns casos a simples dicotomia entre direita/esquerda pode ser antidemocrática, como é o caso de Mateus Henrique de Faria Pereira:
A guerra de memória, quando se divide entre um combate entre “esquerdistas” e “direitistas”, aceita diversos pressupostos da lógica autoritária. No entanto, a democracia não pode ser “conquistada” por nenhuma ideologia: a democracia pressupõe a intensificação da pluralidade, do justo, da simetria e do dissenso.—  de Faria Pereira.

### Os partidos políticos no espectro político
Após a queda do muro de Berlim, os partidos de "direita" e "esquerda" sofreram mutações conceituais. O que era bastante claro num mundo polarizado — de um lado o modelo liberal/democrático/capitalista americano, e do outro o modelo social/autoritário/comunista soviético — passou a ficar confuso após a queda do muro e do fim da União Soviética. Muitos "esquerdistas" migraram para concepções mais democráticas e progressistas, enquanto alguns "direitistas" começaram a ser identificados como pessoas mais reacionárias. A verdade é que os rótulos "direita/esquerda" já são muito limitados para definir a diversidade política do século XXI, talvez sendo mais interessante a abrangência do discurso, definindo-se de forma mais clara a concepção política de cada um (e.g. liberal/anti-liberal, democracia/ditadura, individualismo/coletivismo, intervencionismo/não intervencionismo, etc.).
Os cientistas políticos têm observado que as ideologias dos partidos políticos podem ser mapeadas ao longo de um único eixo esquerda-direita. Klaus von Beyme categorizou os partidos europeus em nove famílias, que descreviam a maioria dos partidos. Ele foi capaz de organizar sete delas a partir da esquerda para a direita: comunismo, socialismo, política verde, liberalismo, democrata cristão, conservador e extrema-direita. As posições dos partidos étnicos e agrários variaram. Um estudo realizado no final de 1980, considerando duas bases, as posições sobre a propriedade dos meios de produção e as posições sobre questões sociais, confirmou esta organização.